# 白浜海岸 (下田市)

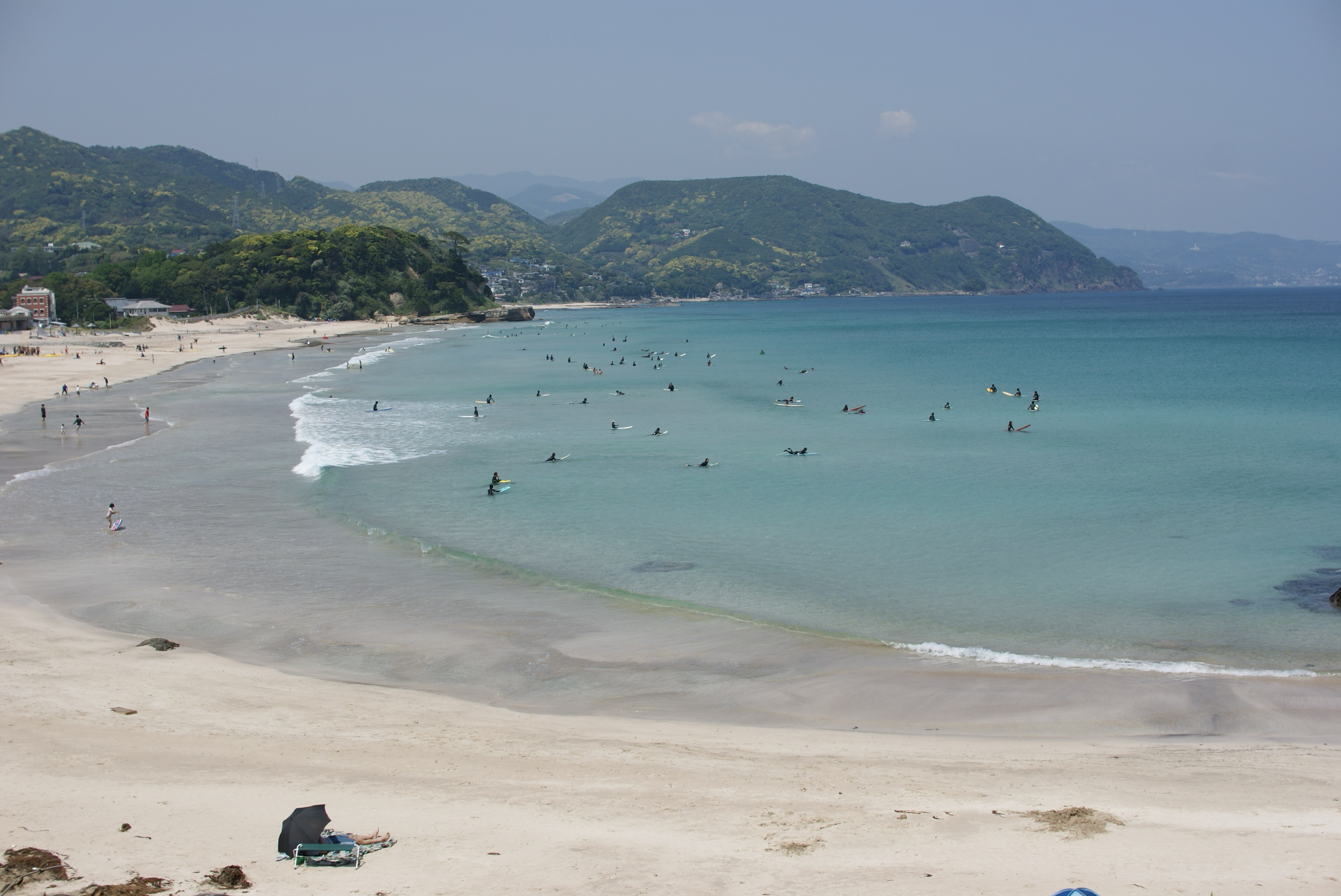
白浜大浜海水浴場

白浜海岸（しらはまかいがん）は、静岡県下田市白浜にある海岸。
下田市の北東部に東向きで南北に広がる海岸であり、北から南にかけて以下の構成となっている。
- 白嶋神社
- 白浜板戸（いたど）海岸/一色（いちき）海岸[1]
- 伊豆白浜港/板戸港
- 白浜中央海水浴場/長田浜（ながたはま）
- 白浜神社（伊古奈比咩命神社）
- 白浜大浜海水浴場

基本的には南方の白浜中央海水浴場から白浜大浜海水浴場にかけてが中心となっており、特に最南端の白浜大浜海水浴場は、下田市南西にある吉佐美（きさみ）地区の海岸と共にサーフィンのメッカとなっている。白浜海岸は賀茂郡河津町の今井浜海岸、同郡南伊豆町の弓ヶ浜とともに、伊豆三大海水浴場の一つに数えられる。

## 周辺
白浜中央海水浴場
- 下田プリンスホテル 白浜海岸

白浜大浜海水浴場
- ファミリーマート下田白浜店
- セブンイレブン下田白浜店
- ホテル伊豆急

## アクセス
河津町と下田市街地を東回り（海回り）で結ぶ国道135号の途中にある。
下田駅から東海バスの路線バスが通っており、以下のバス停がある。
- 板戸一色
- 一色口
- 板戸浜
- 梶浦
- 古根
- 長田
- 下田プリンスホテル
- 白浜神社
- 原田口
- レスポ白浜
- 白浜海岸